# Franco Autori
Franco Autori (* 29. November 1903 in Neapel als Franco Autoriello; † 10. Oktober 1990 in Tulsa) war ein US-amerikanischer Dirigent mit italienischen Wurzeln.

## Leben und Karriere
Schon als Sechsjähriger stand sein Entschluss fest, einmal den Beruf eines Dirigenten zu ergreifen, wie er es 1967 in einem Interview sagte. Anlass dazu war nach seinen eigenen Worten der Besuch der Oper Aida zu der ihn seine Eltern mitgenommen hatten. Seine Eltern kamen selbst vom Fach und arbeiteten an verschiedenen Theatern in Venedig, Neapel, Catania und Genua während er in seiner Jugend bei Pietro Mascagni und Riccardo Zandonai Musik und Dirigat studierte.
Zunächst dirigierte Autoriello nach dem Abschluss seines Studiums Opernorchester in Europa, darunter auch als Assistenz bei seinem Mentor Pietro Mascagni, Komponist der Oper Cavalleria rusticana, der ihm riet, nachdem Mascagni vom Vorhaben Autoriellos erfuhr in die Vereinigten Staaten auszuwandern, seinen Namen in Autori zu ändern. Nach seiner Einwanderung in die Vereinigten Staaten 1928, dirigierte Autori zunächst ausschließlich verschiedene Opernorchester, darunter von 1929 bis 1934 als Musikdirektor die Chicago Civic Opera. Als er von 1932 bis 1934 in den Sommersaisons auch dem Dallas Symphony Orchestra als Orchesterleiter vorstand, verlagerten sich von da an seine Interessen mehr auf das Dirigieren von Sinfonien.
Im Rahmen des von Roosevelt initiierten New Deals während der Weltwirtschaftskrise kam es 1935 zur Gründung des Federal Music Projects, das unter anderem arbeitslose Musiker an in dieser Zeit neu gegründete Orchester vermittelte. Von dieser Organisation, in der sich auch Autorri hatte registrieren lassen, wurde er 1936 an das neu gegründete Buffalo Philharmonic Orchestra vermittelt und erhielt im selben Jahr die US-amerikanische Staatsbürgerschaft. Nach dem Ablauf des einjährigen Vertrages unterzeichneten die Mitglieder des Ensembles eine Petition zur Weiterverpflichtung Autoris als Musikdirektor. Nach dem einjährigen Gastspiel Lajos Shuks, dem das Verdienst zukommt die Buffalo Philharmonic zu einem harmonischen Orchester geformt zu haben, war Autori dann der erste Musikdirektor des Klangkörpers, das er danach acht Jahre leitete. Ein Höhepunkt in seiner Zeit in Buffalo war das am 12. Oktober 1940 stattfindende Galakonzert, das er anlässlich der Einweihung der Kleinhans Music Hall mit seiner eigenen Orchester-Adaption von Bachs Toccata und Fuge d-Moll BWV 565, ein Violinkonzert von Beethoven mit Eudice Shapiro als Solistin und zuletzt Brahms’ episches Erstem Klavierkonzert gegeben hatte.
Autoris Verdienste um das künstlerische Niveau und die wirtschaftliche Stabilität des BPO ist nicht hoch genug einzuschätzen. Bevor er seinen Taktstock 1945 an William Steinberg, einen Schüler Arturo Toscaninis weiter gab, hatte er aus dem Orchester eines der anerkanntesten klassischen Klangkörper in den USA gemacht. Mit der Premiere von Coplands Lincoln Portrait und Carl Sandburg als Erzähler verabschiedete sich Franco Autori im Frühling 1945 als Musikdirektor des Orchesters. Noch zwei Mal kehrte Autori an seine alte Wirkungsstätte als Gastdirigent zurück. Das erste Mal 1970 und das zweite Mal 1985, anlässlich der Feierlichkeiten zum 50-jährigen Jubiläum der Buffalo Philharmonic.
Nachdem Autori Buffalo verlassen hatte, übernahm er die Stelle eines Assistenten bei Toscanini am neu gegründeten NBC Symphony Orchestra, dirigierte gleichzeitig als Gastdirigent das staatliche Radiosinfonieorchester in Buenos Aires und war von 1947 bis 1948 auf Einladung des polnischen Kulturministers an der Nationalphilharmonie Warschau tätig. Dazu war er bis 1953 in den Sommersainsons Musikdirektor des Chautauqua Symphony Orchestras und bis 1959 Gastdirigent bei den New Yorker Philharmonikern unter Dimitri Mitropoulos und Leonard Bernstein.
Als Gastdirigent war Autori 1958, 1959 und 1960 an der Tulsa Philharmonic, bevor er 1961 das Orchester endgültig als Musikdirektor leitete. 1971 trat Autori in den Ruhestand, behielt aber seinen Wohnsitz in Tulsa und blieb dem Orchester bis zu seinem Tod verbunden.
Autoris Eltern waren S Michelangelo Autoriello und Marta geb Martucci. Er war zwei Mal verheiratet. Von 1928 bis Dezember 1946 mit Paola Lawn und ab dem 17. Januar 1948 mit der polnischen Pianistin Lygia Berezynska.

## Trivia
Auf einer kurzen Romanze Autoris mit einer jungen Opernsängerin soll das Drehbuch zu dem erfolgreichen Musicalfilm von 1934 One Night of Love mit Grace Moore und Tullio Carminati in den Hauptrollen basieren und wie kolportiert wird, soll sich Grace Moore darin selbst gespielt haben.